# Josselin I de Edessa
Josselin de Courtenay (d. 1131), senior de Turbessel (1101 - 1113), de Tiberias (1112 - 1119), de Outremer (1112 - 1118), principe de Galileea (1113 - 1119), conte de Edessa (1119 - 1131), fiu al lui Josselin, senior de Courtenay și al Isabellei de Montlhéry.
Ca fiu cadet al seniorului de Courtenay, alege să participe la Prima cruciadă într-un al doilea val sosit în 1101, intrând în suita vărului său după mamă Baudouin du Bourg, conte de Edessa, care îl investește cu castelul și senioria de Turbessel, unul din punctele fortificate ale comitatului. În calitatea de vasal al contelui de Edessa participă la lupta de la Harran soldată cu înfrângerea creștinilor. În urma acestei lupte Josselin este luat prizonier împreună cu suzeranul său.
Întrând în conflict cu Balduin du Bourg, îi este luată senioria de Turbessel, în ciuda faptului că apărase orașul exemplar și îl adusese la înflorire. Josselin se duce să își ofere serviciile celuilalt văr al său, regelui Balduin I de Boulogne al Ierusalimului. Acesta îi dă în stăpânire mai multe fiefuri, căci capacitățile sale militare deveniseră faimoase atât printre creștini cât și printre musulmani.
După moartea lui Balduin I în 1118, succesiunea pe tronul regatului Ierusalimului îi revine contelui de Edessa, Baudouin du Bourg, dară nu fără concurenți, căci Josselin de Courtenay pețește și el tronul tot în calitatea de rudă a defunctului rege.
Aceleași abiltăți care l-au recomandat lui Baudouin I, îl fac și pe Baudouin al II-lea să lase deoparte animozitățile și să-i ofere comitatul Edessei, cel mai expus invaziilor musulmane dintre toate statele creștine din Asia Mică. Această alegere se dovedește a fi cea mai potrivită căci Josselin devine recunoscător mai vechiului său rival, iar domnia sa în comitat marchează perioada de înflorire și expansiune maximă a acestei formațiuni statale creștine.
În 1122, în urma unor lupte este făcut prizonier de către Timurtaș, emirul Artukid. Pentru a fi eliberat sunt făcute mai multe tentative (într-una dintre ele însuși Balduin al II-lea de Bourg este luat prizonier), cea reușită fiind cea din 1124 făcută de un grup de 50 de armeni care au luat cu asalt fortăreața în care era captiv, sacrificându-se pentru eliberarea eroului care adusese prosperitatea și independența conaționalilor lor din Asia Mică.
La scurt timp după eliberare, în 1125, participă la asediul Acrei, apoi ca urmare a contra-ofensivei emirului selgiucid de Mosul care asediază Zerdana, aflată pe teritoriul comitatului de Edessa, conduce armata comitatului în strălucita victorie de la Azaz.
În 1131, participând la asediul unei mici fortărețe la nord-est de Alep, Josselin este rănit grav în urma prăbușirii unei galerii săpate de geniști. Datorită gravității acestei răni, în lumea musulmană deja se zvonise că ar fi murit, zvon ce a ridicat oștile emirului danișmenid Ghazi Gümüștegi care a pornit imediat să asedieze fortăreața Kaisun.
Aflat pe patul de moarte, Josselin cere fiului său, viitorul conte al Edessei, să meargă în fruntea oștilor pentru a despresura fortăreața, iar, refuzat de acesta, în ciuda rănii și a vârstei înaintate, preia el însuși comanda campaniei, dus pe brancardă ne mai putând încăleca. La auzul veștii că Josselin nu este mort și vine contra lui, Ghazi renunță imediat la asediu și face cale întoarsă. Josselin, moare ca un adevărat soldat pe marginea drumul spre Kaisun, obținând astfel ultima victorie.
Josselin I de Courtenay, conte de Edessa a fost căsătorit de două ori. Din primul mariaj cu Béatrice (n. c1170), fiica rubenidului Constantin I, rege al Armeniei Mici a avut ca fiu pe Josselin, ultimul conte de Edessa ca Josselin al II-lea; al doilea mariaj a fost cu Marie de Hauteville (n. c1170), fiica lui Richard de Hauteville, conte de Salerno, în urma căruia a avut o fată: Stephanie de Courtenay (n. c1098), stareță la abația St. Marie Major.